# Labougle
Labougle o Parada Labougle es una localidad argentina, ubicada en el departamento Monte Caseros de la provincia de Corrientes. Depende administrativamente de Monte Caseros, de cuyo centro urbano dista unos 16 km.
Cuenta con una estación de ferrocarril llamada Estación Labougle.

## Vías de comunicación
Se halla a 7 km de la Ruta Provincial Nº 129 (asfalto) que la vincula al este con Monte Caseros y al oeste con Ruta Nacional Nº 14 (Autovía Gervasio Jose Artigas -asfalto-) y a 3 km de la Ruta Provincial Nº 33, que la vincula al norte con Monte Caseros y al Sudoeste con Juan Pujol.

## Infraestructura
Cuenta con una dependencia policial, un centro cultural donde funcionaba la estación ferroviaria y una escuela primaria y un colegio secundario (funcionan en la misma edificación, en diferentes turnos).